# Peter Berchem
Peter Berchem (* 23. März 1866 in Köln; † 30. Dezember 1922 ebenda) war ein deutscher Volksschullehrer und gilt als der erste bedeutende Kölner Mundartlyriker.

## Leben
Peter Berchem wurde 1866 als Sohn einer Gemüsehändlerin am Großen Griechenmarkt in der Kölner Innenstadt geboren und wuchs in der Schnurgasse auf. Nach dem Besuch der Volksschule Im Martinsfeld, wo er gemeinsam mit Wilhelm Räderscheidt unterrichtet wurde, besuchte er die Vorbereitungsschule für das Lehrerseminar An der Wollküche. Die Ausbildung zum Lehrer absolvierte er in Brühl.
Nach seinem Abschluss unterrichtete Peter Berchem an den Volksschulen in Bayenthal und im Vringsveedel an St. Severin. An der Volksschule Loreleystraße im Kölner Süden arbeitete er langjährig als Konrektor. Ab 1912 verfasste Berchem zahlreiche Gedichte, Lieder, Aphorismen und Erzählungen in kölscher Sprache, die nach Fürsprache seines Schulfreundes Wilhelm Räderscheid durch den Heimatverein Alt-Köln herausgegeben wurden. Seit dieser Zeit wurden seine Gedichte und Erzählungen regelmäßig in den Kölner Tageszeitungen und den Zeitschriften Alt-Köln und Jung-Köln veröffentlicht. Weihnachten 1916 erschien sein erster Gedichtband Gespingks un spintiseet, der rasch vergriffen war. Die zweite Auflage dieses Bandes erschien am 30. Dezember 1922, seinem Todestag.
Der tief im katholischen Glauben verwurzelte Peter Berchem widmete sich als Vinzenzbruder und Präfekt der Männerkongregation St. Paul intensiv und aufopferungsvoll der Pflege der Armen- und Waisen. Auf Wallfahrten nach Kevelaer wurde er als Vorsänger der Lauretanischen Litanei von den Teilnehmern verehrt.

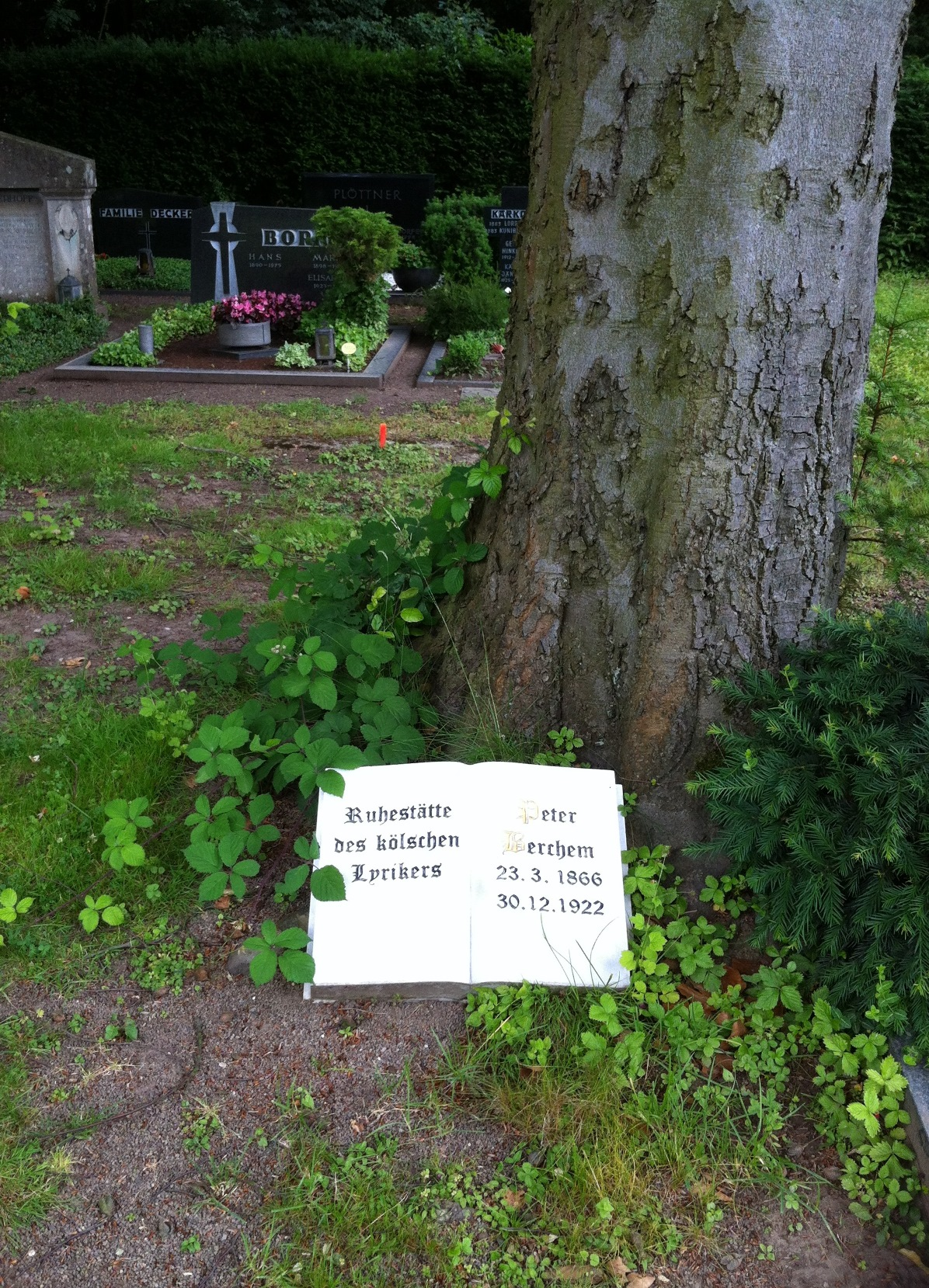
Für Peter Berchem gestifteter Gedenkstein auf dem Kölner Südfriedhof (Flur 44)

Am 31. Dezember 1922 wurde Berchem unter großer Anteilnahme der Bevölkerung auf dem Kölner Südfriedhof bestattet. Das Grab wurde später nach Ablauf der Ruhefrist abgeräumt. Vor einigen Jahren setzten Kölner Heimatforscher einen Gedenkstein auf die ehemalige Grabstätte in Flur 44.

## Ehrung
Im Jahr 1917 wurde Peter Berchem zum Ehrenmitglied des Heimatvereins Alt-Köln ernannt. Im Kölner Stadtbezirk Lindenthal wurde in Anerkennung seiner Lebensleistung eine Straße nach dem Kölner Mundartdichter benannt. Die Gesamtausgabe der Werke Berchems wurde nach seinem Tod 1964 vom Heimatverein Alt-Köln herausgegeben.

## Werke (Auswahl)
- Gespingks un spintiseet! J. G. Schmitz, Köln 1916
- Svien : Gedankensplitter in kölscher Mundart, Rheinland-Verlag, Köln 1923
- E Stöck vum ale Kölle : Gedichte, Gedankensplitter, Prosa, herausgegeben von Heribert A. Hilgers, Köln 1993
- Mie Stüvvge
- Mie Piefge
- Stell spinks der Ovend en mie Märcheland : Einige der schönsten und bekanntesten Gedichte Peter Berchems. Ausgewählt und ins Hochdeutsche übersetzt von Péter Gaál, herausgegeben von Péter Gaál/Epubli, Berlin, 2019. ISBN 978-1678748517.

## Gedichte und Lieder (Auswahl)
- Ald Kölle (auch als Lied vertont)
- Alaaf Kölle
- Chreßbaumsleid
- Chreßdagsklockeleed (für vierstimmigen Männerchor)
- De Heimat
- Der ehschte Schnei
- Der kölsche Zappes
- Der stelle Wäch (Satz für einen Männerchor)
- Die om Wäg
- E Möschebegräbnis
- Et Fröhjohr kütt
- Fastelovend
- Määzleed
- Osterklocke
- Wieße Sonndaag